# Dusona malaisei
Dusona malaisei är en stekelart som beskrevs av Gupta 1977. Dusona malaisei ingår i släktet Dusona och familjen brokparasitsteklar. Inga underarter finns listade i Catalogue of Life.